# 横浜市立黒須田小学校
横浜市立黒須田小学校（よこはましりつ くろすだしょうがっこう）は、神奈川県横浜市青葉区黒須田にある公立小学校。

## 沿革
- 2007年（平成19年）4月1日 - あざみ野第二小学校から分離し横浜市立黒須田小学校開校[1]
- 2008年（平成20年）1月11日 - 校歌・校章制定[1]

## 学校行事
- 4月入学式
- 3月卒業式

## 通学区域
- 横浜市青葉区[2]
  - 大場町の一部
  - 黒須田

## 進学先中学校
- 横浜市立すすき野中学校